# Samuel Pierpont Langley
Samuel Pierpont Langley (22. srpna 1834, Roxbury, Massachusetts - 27. února 1906, Aiken, Jižní Karolína) byl americký astronom, fyzik, vynálezce bolometru a průkopník letectví. Maturoval na bostonské latinské škole, byl asistentem v observatoři na Harvardově univerzitě, pak se stal vedoucím katedry matematiky na Námořní akademii Spojených států. V roce 1867 se stal ředitelem Alleghenské observatoře a profesorem astronomie na Western University of Pennsylvania (nyní University of Pittsburgh), tento post zastával až do roku 1891, i když se roku 1887 stal sekretářem Smithsonova institutu. V čele institutu stál až do roku 1906. Byl zakladatelem Smithsonovy astrofyzické observatoře.
V roce 1886 obdržel Langley medaili Henryho Drapera od Národní akademie věd za své příspěvky v oblasti sluneční fyziky. Jeho publikace z roku 1890 týkající se infračervených pozorování v observatoři Allegheny v Pittsburghu, které provedl společně s Frankem Washingtonem Verym, využil Svante Arrhenius k prvním propočtům skleníkového efektu.

## Práce v oblasti letectví
Langley se pokusil vyrobit pilotovaný létající stroj těžší než vzduch. Jeho modely létaly, ale dva pokusy pilotovaných letounů nebyly úspěšné. Langley začal v roce 1887 experimentovat s modely poháněnými gumovým svazkem a kluzáky. Postavil rotující rameno (fungovalo podobně jako aerodynamický tunel) a vyrobil větší létající modely poháněné miniaturními parními motory.
První úspěch se dostavil 6. května 1896, když jeho nepilotovaný model č. 5 uletěl téměř 1200 metrů po vypuštění katapultem z lodi na řece Potomac. To byla vzdálenost desetkrát delší než při jakémkoli předešlém experimentu s letadly těžšími než vzduch, což ukazovalo, že jeho modely jsou stabilní a schopny vyvinout dostatečný vztlak. Dne 11. listopadu téhož roku uletěl jeho model č. 6 téměř 1500 m. V roce 1898, na základě svých modelů, dostal Langley grant ve výši 50 000 dolarů od ministerstva války a 20 000 dolarů od Smithsonova institutu, aby vyvinul pilotované letadlo, které nazval Aerodrome (pocházející z řečtiny, volně přeloženo jako "vzdušný běžec"). Langley najal jako konstruktéra a zkušebního pilota Charlese M. Manlyho (1876-1927). Když se Langley od svého přítele Octave Chanuteho dozvěděl o úspěchu bratří Wrightů s kluzákem v roce 1902, pokusil se s nimi setkat, ale ti se jeho požadavku slušně vyhnuli.
Během konstrukce a stavby Aerodromu byla zadána zakázka na spalovací motor výrobci Stephenu Balzerovi (1864-1940). Když se mu nepodařilo vyrobit motor podle specifikací výkonu a hmotnosti, dokončil vývoj Manly. Tento motor měl daleko větší výkon než motor prvního letadla bratří Wrightů - 50 hp v porovnání s 12 hp. Tento motor byl pravděpodobně hlavním příspěvkem projektu k rozvoji letectví.
Stroj měl dráty vyztužená tandemová křídla. Měl výškové a směrové kormidlo, ale žádné zařízení pro ovládání náklonu podél podélné osy. Místo toho závisel na úhlu vzepětí křídel, jako u modelů, pro udržení zhruba vodorovného letu. Na rozdíl od letadla bratří Wrightů, které vzlétalo proti silnému větru a přistávalo na pevné půdě, usiloval Langley o bezpečnost zkoušením v klidném vzduchu nad hladinou řeky Potomac. To vyžadovalo použití katapultu ke startu. Stroj neměl žádný podvozek a plánovalo se, že po ukázkovém letu přistane na hladině.
Langley vzdal projekt po dvou neúspěšných startech 7. října a 8. prosince 1903. Pilotem letounu byl Manly. Při prvním pokusu se letoun zachytil o katapult, což vedlo k potopení stroje. Stroj byl vyloven a opraven. Tohoto pokusu se Langley neúčastnil. Druhý pokus skončil odtržením zadního křídla poté, co stroj opustil katapult, a pádem do vody. Manly byl z řeky zachráněn nezraněn. Neúspěšné pokusy měly velmi negativní ohlas v tisku.
Aerodrome byl přestavěn a v roce 1914 uletěl, pilotován Glennem Curtissem, asi 900 m. Šlo o součást jeho pokusu bojovat proti patentu bratří Wrightů a o snahu Smithsonova institutu zachránit Langleyho leteckou reputaci. Nicméně soud patent podpořil. Avšak Curtissovy lety povzbudily vedení Smithsonova institutu, aby nechalo vystavit Aerodrome ve svém muzeu jako "První pilotované letadlo v historii světa, schopné ustáleného volného letu."

## Ocenění
Na Langleyho počest byla pojmenována řada věcí, většinou spojených s letectvím.
- Langleyho medaile
- Langleyho výzkumné centrum v Hamptonu ve Virginii
- Langleyho letecká základna
- Langleyho aeronautická laboratoř
- Langley - jednotka slunečního záření
- Mount Langley v pohoří Sierra Nevada
- USS Langley (CV-1) - první americká letadlová loď
- USS Langley (CVL-27) - letadlová loď třídy Independence
- SS Samuel P. Langley - loď třídy Liberty

## Galerie

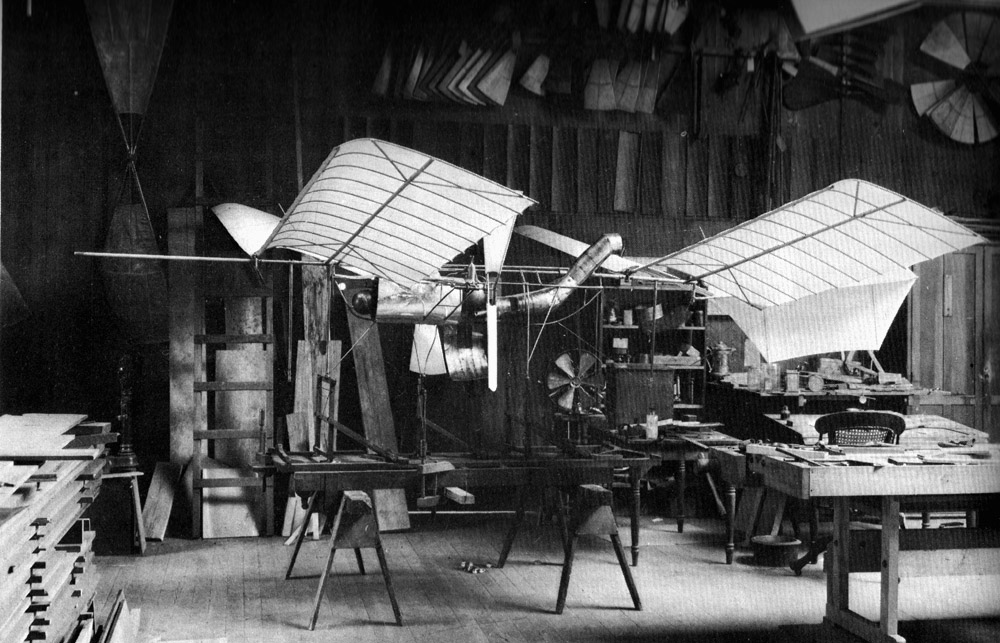
Jeden z Langleyho modelů (1896)
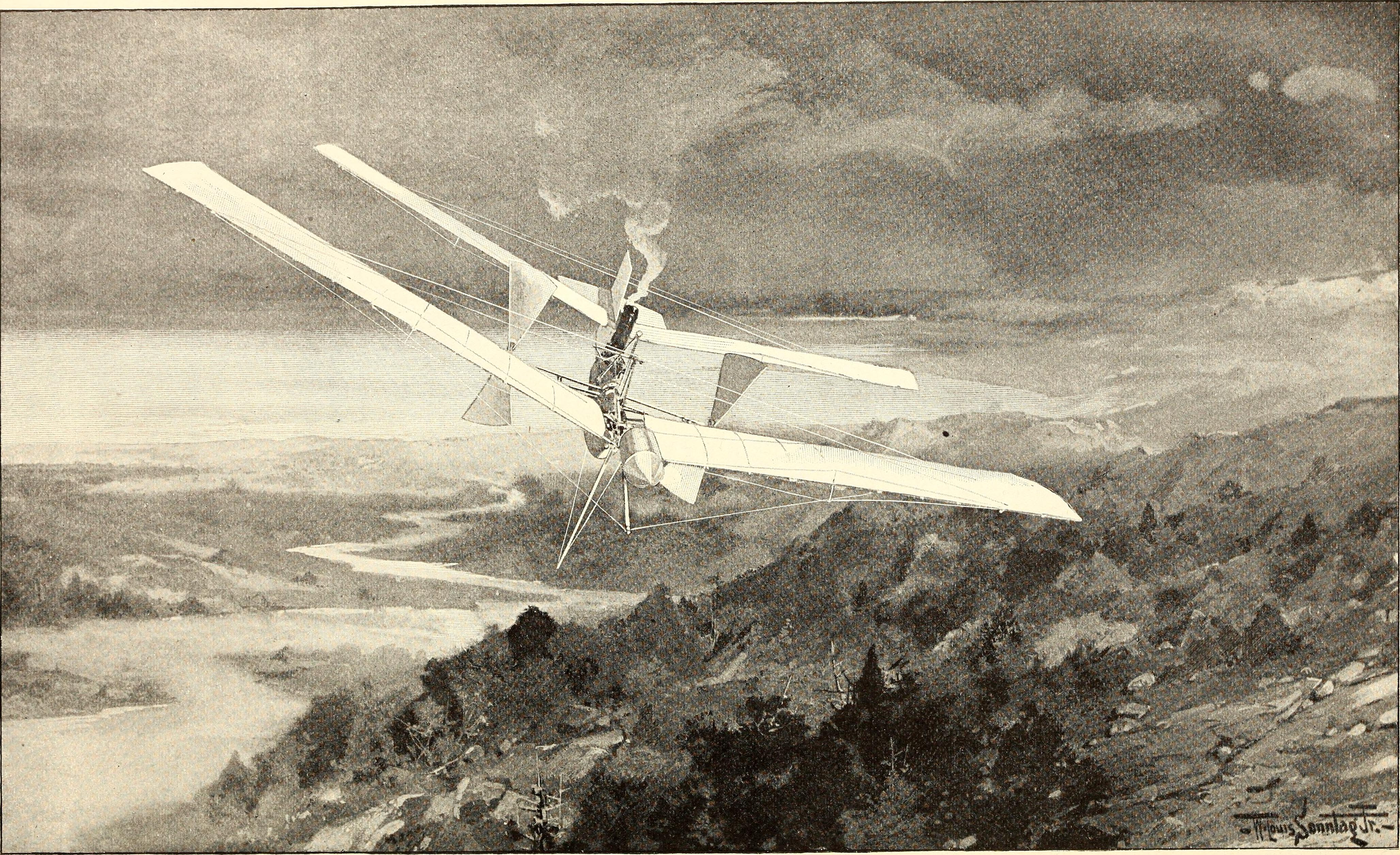
Langleyho model (McClure's magazine, 1893)
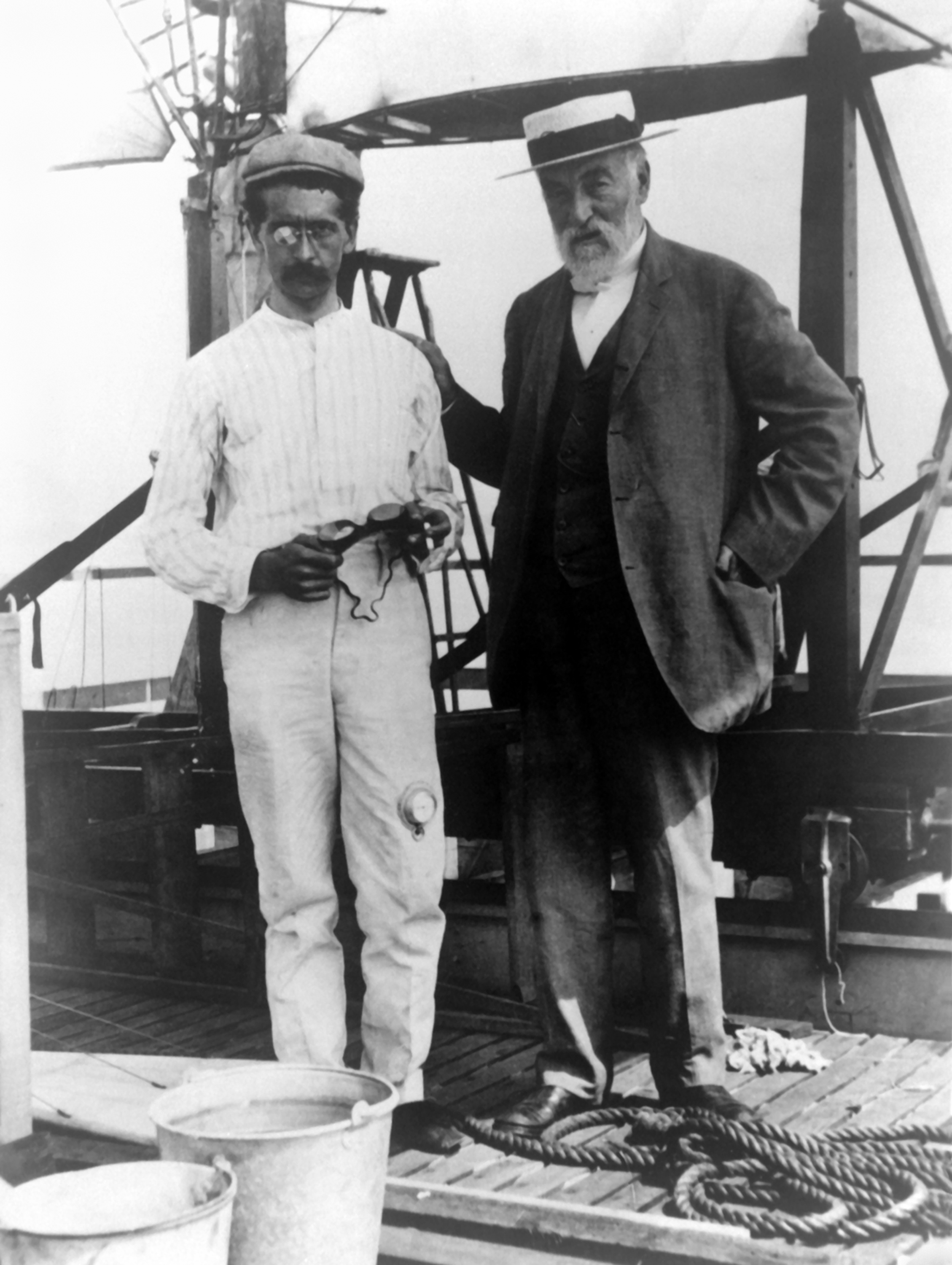
Langley a Manly
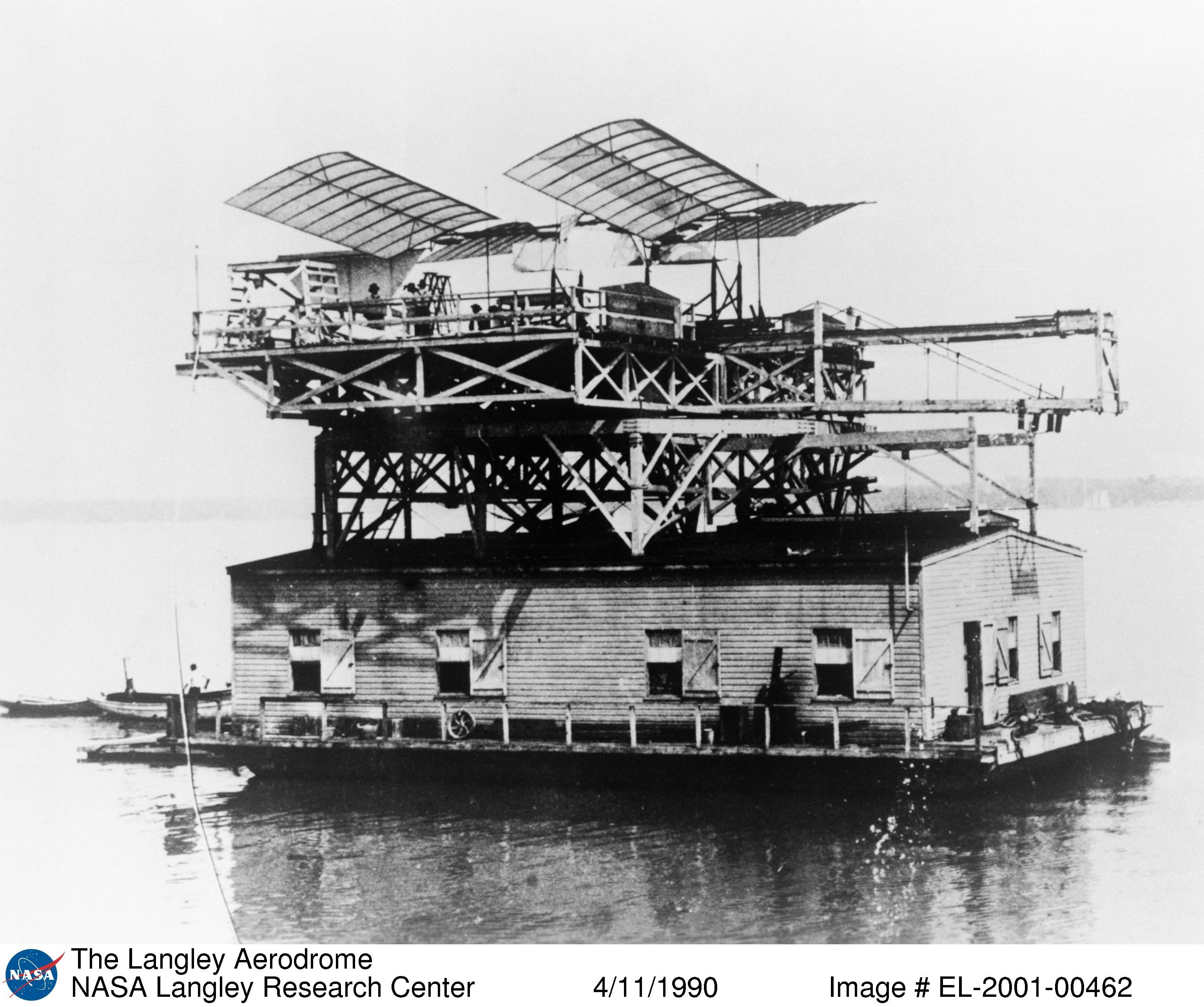
Aerodrome připravený ke startu
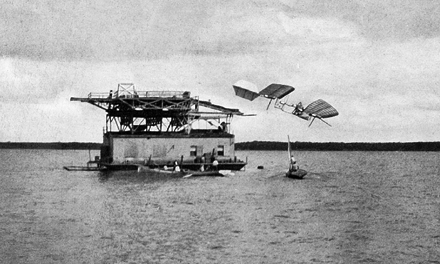
První neúspěch Aerodromu 7. října 1903
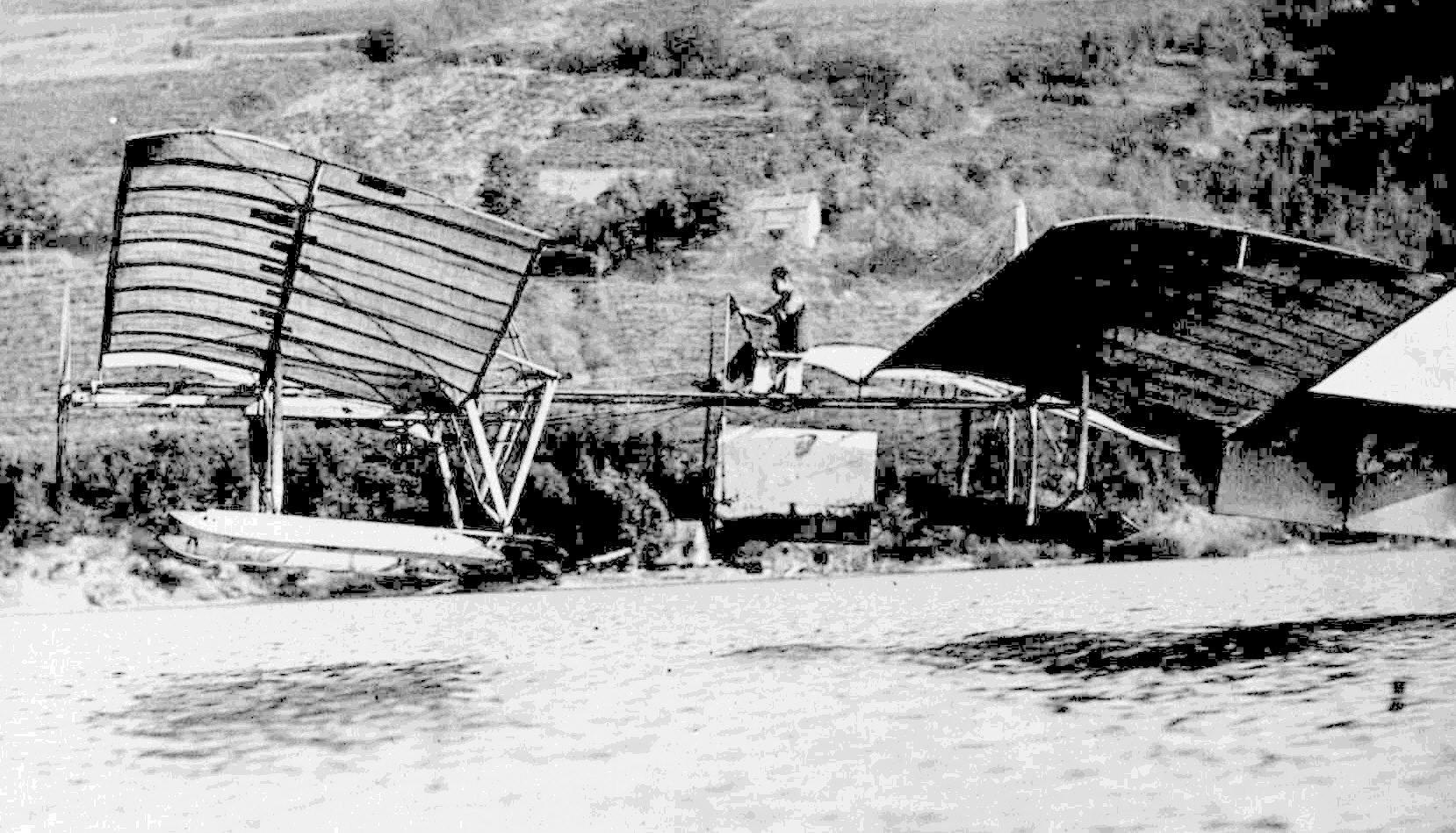
Upravený Aerodrome v letu (1914)